# Cololejeunea nakaii
Cololejeunea nakaii là một loài Rêu trong họ Lejeuneaceae. Loài này được (Horik.) H.A. Mill. mô tả khoa học đầu tiên năm 1960.